# Karl Wiesinger
Karl Wiesinger (* 13. März 1923 in Linz; † 10. Februar 1991 ebenda) war ein österreichischer Schriftsteller.

## Leben
Karl Wiesinger wuchs als Sohn des Dentisten Karl Wiesinger sen. und der Hausfrau Anna (geb. Scherb) in Linz auf. Eine frühe Sensibilisierung für politische Belange erfuhr er als kindlicher Zeuge der Februarkämpfe im Österreichischen Bürgerkrieg sowie durch den Spanischen Bürgerkrieg, dessen persönliche Wahrnehmung er so beschrieb: „Das offensichtliche Unrecht, dass da eine demokratisch gewählte Rote Republik von Faschisten niedergewalzt, niedergebombt wird, das hat schon seine Auswirkungen gehabt.“ Seine Schulzeit im Stephaneum in Bad Goisern (1930–1934) nährte in ihm die Abscheu gegen die katholische Kirche, förderte allerdings auch einen Patriotismus, der ihn später für die Volksfront-Ideen der KPÖ empfänglich machte.
Nach unsteten Wanderjahren als „Land-, Hilfs-, Zirkus- und Wanderarbeiter“ durch Österreich und Deutschland kehrte er 1940 nach Linz zurück und nahm auf Drängen des Vaters eine Dentistenlehre auf, die durch die Einberufung zur Deutschen Wehrmacht 1941 unterbrochen wurde. Nach der Grundausbildung in Berlin meldete er sich freiwillig zur Transportbrigade Speer und wurde nach Nordfinnland verlegt, wo er nach kurzer Zeit einen Lungensteckschuss erlitt und an Tuberkulose erkrankte. In seiner Kompanie traf er auf einen Wiener namens Otto Fürst, mit dem er gemeinsam Sabotageakte beging. Die beiden wurden verhaftet, in Rovaniemi verhört und nach Berlin überstellt, wo sie – nicht zuletzt aufgrund der von den Familien organisierten juristischen Unterstützung – zunächst freigesprochen wurden. Nach der Berufung durch die Staatsanwaltschaft kam es in Wien zu einem weiteren Prozess, bei dem die beiden zu einer Haftstrafe von acht Monaten nach Kriegsende verurteilt wurden.
Wiesinger wurde in der Folge als Flakhelfer in Wien und Linz eingesetzt. Im Zuge eines Einsatzes in Bad Ischl kam es zu einer erneuten Verhaftung, die Wiesinger später in seinem Tagebuch als politisch motiviert beschreiben wird. Nach der Verurteilung wurde er ins Gefängnis nach Wels verbracht, wo er eine schwere Lungenblutung erlitt, die er nur knapp überlebte und an deren Folgen er sein Leben lang litt.
Nach Kriegsende kehrte er nach Linz zurück und trat der nunmehr wieder legalen KPÖ bei. Neben dem Aufbau der Parteijugend nahm er auch seine publizistische Tätigkeit für das Linzer KP-Parteiorgan „Neue Zeit“ auf und betätigte sich vor allem als Kultur- und Reisejournalist. Als sein unmittelbarer Vorgesetzter fungierte der Autor und Politiker Arnolt Bronnen, der das Kulturressort leitete. Neben Wiesinger schrieb auch der Autor und KP-Funktionär Franz Kain, der mit Wiesinger bereits das Stephaneum besucht hatte, für die „Neue Zeit“.
Um 1950 verdiente Wiesinger sein Geld unter anderem mit dem Verfassen von Heftromanen, die im Spionagemilieu des Kalten Krieges angesiedelt waren. Im Gegensatz zu seinen bisherigen politischen Überzeugungen gaben sich diese Texte betont amerikafreundlich. In dieser Phase dürfte Wiesinger ein Stück weit von der Partei abgerückt sein, wofür auch der Umstand spricht, dass er ausgerechnet in dem strammen Antikommunisten Hans Weigel einen vorübergehenden Förderer fand, der nicht nur ein positives Gutachten zur Vorlage bei Verlagen für ihn verfasste, sondern 1953 auch als Trauzeuge bei Wiesingers Hochzeit fungierte.

## Aktivitäten im Literaturbetrieb
In den frühen 1950ern engagierte sich Wiesinger beim Wiederaufbau des Linzer Kulturlebens nach dem Krieg. Mit den Schauspielern Romuald Pekny und Walter Schmidinger sowie mit den Autoren Paul Blaha und Kurt Klinger initiierte er den „Club der Todnahen“, der mit existenzialistisch-makabren Aktionen von sich reden machte und gewisse Parallelen zum ebenfalls zu dieser Zeit aktiven Wiener Art Club aufwies. 1953 gründete er gemeinsam mit Blaha und dem Regisseur Ernst Ernsthoff das Linzer Kellertheater im Keller des an der Landstraße gelegenen Café Goethe, das sich in seinen frühen Jahren vor allem um Uraufführungen junger Linzer Autoren sowie die Inszenierung von Stücken renommierter Dichter wie Jean Cocteau und Jean-Paul Sartre bemühte.
Nach anfänglichen Erfolgen als humanistisch-gesellschaftskritisch orientierter Dramatiker, der später auch im Linzer Landestheater Uraufführungen erlebte, verlegte sich Wiesinger in den 1960ern verstärkt auf die Prosa. In jahrelanger Arbeit entstand sein zeitgeschichtlich-politischer Roman „Achtunddreißig. Jänner - Februar - März“, der die Wochen vor dem so genannten „Anschluss“ Österreichs an Nazideutschland zum Inhalt hatte. Dieser umfangreiche Text erschien nach längerer Verlagssuche 1967 im Aufbau Verlag in der ehemaligen DDR, wo er sich zunächst gut verkaufte. Die Nichtbeachtung in der österreichischen Literaturszene stürzte Wiesinger in eine tiefe Schaffenskrise, die er Anfang 1970 mit einem Schelmenstreich überwand, den er selbst als „Großraum-Aktion“ bezeichnete: Unter dem Pseudonym „Max Maetz“ schickte er experimentelle Kurzprosa in radikaler Kleinschreibung, die vom wilden Leben des vorgeblich als Jungbauer im oberösterreichischen Weilling bei St. Florian lebenden Jungdichters berichteten, an Otto Breicha, den Herausgeber der Literaturzeitschrift „protokolle“. Dieser zeigte sich begeistert und publizierte die Arbeit. Weitere Abdrucke in Zeitschriften folgten ebenso wie öffentliche Lesungen in Linz, bei denen Wiesinger den Jungbauern von einem Schauspieler vertreten ließ.
Eine Sammlung der Maetz-Texte erschien schließlich 1972 unter dem Titel „Bauernroman. Weilling Land und Leute“ in der Düsseldorfer Eremiten-Presse.
Wiesinger selbst stand dem Erfolg seines literarischen Alter Egos ambivalent gegenüber: Einerseits genoss er den unerwarteten Erfolg und vor allem den Zuspruch von Autoren wie Gerhard Rühm, H. C. Artmann, Michael Scharang oder Peter Turrini, andererseits litt er darunter, dass er wieder nicht dafür wahrgenommen wurde, was ihm wichtig war: die Politisierung der Literatur in der Tradition des proletarisch-revolutionären Romans der Zwischenkriegszeit.
Wiesingers letzte Lebensjahre brachten einen gesundheitsbedingten und resignativen Rückzug aus der literarischen Öffentlichkeit mit sich. Gegen Ende seines Lebens musste er schließlich miterleben, wie die kommunistischen Staaten des Ostens zerfielen. Im Jahr 1990 erklärte er in einem Brief an den damaligen KPÖ-Vorsitzenden Franz Muhri seinen Parteiaustritt, der mit den Worten endet: „Vorwärts, Genossen, es geht überall zurück!“

## Werke
Romane und Erzählungen:
- Tiere tun mir nichts, Linz 1966.
- Achtunddreißig. Wien 1967, Neuauflage Wien: Promedia Verlag, 2011, ISBN 978-3-85371-335-8.
- Weilling, Land und Leute. Bauernroman (unter dem Pseudonym Max Maetz). Frankfurt am Main 1972. Neuauflage Wien: Promedia Verlag 2019.
- Der rosarote Straßenterror. Berlin 1974, Neuauflage Wien: Promedia Verlag, 2011, ISBN 978-3-85371-336-5.
- Standrecht. Berlin 1976, Neuauflage Wien: Promedia Verlag, 2011, ISBN 978-3-85371-334-1.
- Der Wolf. Wien 1980.
- Der Verräter und der Patriot. Edition Geschichte der Heimat, Grünbach 1995.

Dramen:
- X tritt zehn = 0. Linz 1959.
- Gras für Büffel. Linz 1961.

## Belege
1. ↑  N. N.: Aus einer Diskussion mit Karl Wiesinger über seinen neuen Roman. Hrsg.: Sozialistische Zeitschrift für Kunst und Gesellschaft 22/1974.
2. ↑  N. N.: Aus einer Diskussion mit Karl Wiesinger über seinen neuen Roman. Hrsg.: Sozialistische Zeitschrift für Kunst und Gesellschaft, 22/1974.
3. ↑  N. N.: Karl Wiesinger. In: Günter Albrecht (Hrsg.): Lexikon deutschsprachiger Schriftsteller von den Anfängen bis zur Gegenwart. Band 2. Leipzig 1968.
4. ↑  Akt der Anklageverfügung vom 25. Juli 1942, aufbewahrt im Nachlass Karl Wiesingers, OÖ. Literaturarchiv/Adalbert-Stifter-Institut des Landes Oberösterreich.
5. ↑  Der Hinweis findet sich in einem undatierten Lebenslauf Wiesingers in seinem Nachlass.
6. ↑  Vgl. die entsprechenden Stellen vom April 1962 bzw. Oktober 1964 in: Georg Hofer, Helmut Neundlinger: „Vorwärts, Genossen, es geht überall zurück.“ Karl Wiesinger (1923–1991). Linz 2020, S. 227f.
7. ↑  Christiane Schnalzer-Beiglböck: Karl Wiesinger (1923–1991). Eine Monographie unter besonderer Berücksichtigung der Theaterarbeit. Diplomarbeit, Uni Wien, Mai 1995, S. 23.
8. ↑  Christiane Schnalzer-Beiglböck: Karl Wiesinger, S. 32.
9. ↑  Spionage als Unterhaltung. In: Stefan Maurer, Doris Neumann-Rieser, Günther Stocker: Diskurse des Kalten Krieges. Eine andere österreichische Nachkriegsliteratur. Wien Köln Weimar 2017, S. 354ff.
10. ↑  Schnalzer-Beiglböck: Karl Wiesinger, S. 41f.
11. ↑  Christiane Schnalzer-Beiglböck: Karl Wiesinger, S. 33f.
12. ↑  Christiane Schnalzer-Beiglböck: Karl Wiesinger, S. 53ff.
13. ↑  Stefan Maurer: Das literarische Kunstwerk als historischer Text. Karl Wiesingers politische Romane. In: Georg Hofer, Helmut Neundlinger: „Vorwärts, Genossen, es geht überall zurück.“ S. 179–195.
14. ↑  Christian Neuhuber: Die Max-Maetz-Mystifikation. Karl Wiesingers „Bauernroman. Weilling Land und Leute“. In: Hofer/Neundlinger: „Vorwärts, Genossen, es geht überall zurück.“ S. 203–214.
15. ↑  Waltraud Seidlhofer: Karl Wiesinger - Max Maetz. In: Hofer/Neundlinger: „Vorwärts, Genossen, es geht überall zurück.“ S. 155f.
16. ↑  Helmut Lethen: "Sachlich heißt meistens packeln". Karl Wiesinger und die proletarisch-revolutionäre Literatur der Weimarer Republik. In: Hofer/Neundlinger: „Vorwärts, Genossen, es geht überall zurück.“ S. 197–201.
17. ↑  Abgedruckt in: Hofer/Neundlinger: „Vorwärts, Genossen, es geht überall zurück.“ S. 140f.

| Personendaten    | Personendaten                   |
| ---------------- | ------------------------------- |
| NAME             | Wiesinger, Karl                 |
| KURZBESCHREIBUNG | österreichischer Schriftsteller |
| GEBURTSDATUM     | 13. März 1923                   |
| GEBURTSORT       | Linz                            |
| STERBEDATUM      | 10. Februar 1991                |
| STERBEORT        | Linz                            |